# Johann Koerbecke

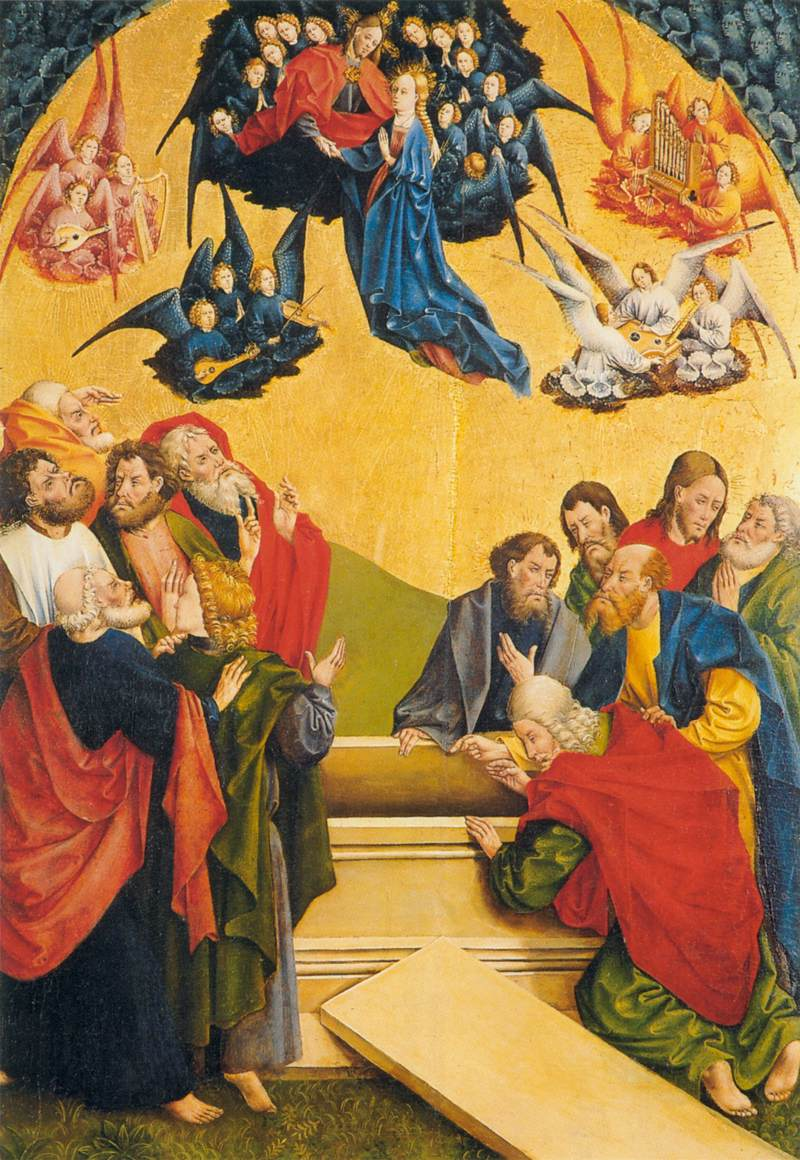
La Asunción de la Virgen, óleo sobre tabla, 93,1 x 64,2cm, Madrid, Museo Thyssen-Bornemisza.

Johann Koerbecke (Coelsfeld ?, c., 1420 - Münster, 1491) fue un pintor tardogótico alemán.

## Biografía y obra
Nacido en Coesfeld, según el acta de su defunción fechada en Münster el 13 de junio de 1491, fue hijo del también pintor Hinrik Koerbecke, establecido en Münster al menos desde 1435, del que ninguna obra se conserva. A Johann se le documenta por primera vez en 1443 cuando en unión de su esposa Else adquirió la casa que había sido de su padre, ya fallecido. Al frente del taller familiar, al que se incorporaron sus hijos Hinrik, luego clérigo, y Herman, recibió numerosos encargos de retablos y gozó de considerable prestigio social. Se le documenta además como miembro de la cofradía de Nuestra Señora en la iglesia de San Egidio y como testigo en distintas situaciones.
Apegado a las fórmulas góticas de Konrad von Soest a la vez que influido por los maestros flamencos, su pintura de figuras sólidas y bien delimitadas, amplias perspectivas y colores brillantes se encuentra bien representada en las tablas del monasterio de Langeshorst con escenas de la Pasión, tablas conservadas en el Westfälisches Landesmuseum de Münster. Algo más avanzadas son las puertas del altar del monasterio cisterciense de Marienfeld en Westfalia, formadas por dieciséis tablas dispersas entre varios museos, con un ciclo de la vida de la Virgen en las caras interiores, al que pertenece la tabla de la La Asunción de la Virgen del Museo Thyssen-Bornemisza, y un segundo ciclo de la Pasión en las caras exteriores.